# District de Sancerre
Le district de Sancerre est une ancienne division territoriale française du département du Cher de 1790 à 1795.
Il était composé des cantons de Sancerre, Léré, Sancergues, Sars et Veaugues.